# Desa Sukawangi (administrativ by i Indonesien, lat -6,86, long 107,81)
Desa Sukawangi är en administrativ by i Indonesien.   Den ligger i provinsen Jawa Barat, i den västra delen av landet, 130 km sydost om huvudstaden Jakarta.